# Graciano (usurpador)
Graciano (en latín, Gratianus, muerto en 407) fue un usurpador romano (407) en la Britania romana.

## Biografía
Después de la muerte del usurpador Marcos, Graciano fue aclamado como emperador por el ejército estacionado en Britania a principios de 407. Sus orígenes procedían de la aristocracia urbana británica, según lo registrado por Orosio. Gobernó por cuatro meses en un momento en que una enorme invasión bárbara avanzaba por la Galia. El 31 de diciembre de 406, un ejército de vándalos, de alanos y suevos había cruzado el Rin congelado. Durante 407, se dividieron a través del norte de la Galia hacia Boulogne-sur-Mer, y Zósimo escribió que las tropas de Britania temieron una invasión a través del canal de la Mancha.
El ejército deseó cruzar a la Galia y parar a los bárbaros pero Graciano los ordenó permanecer. Descontentas con esta decisión, las tropas le mataron y eligieron a Constantino III como su líder.